# Hamilton (film fra 2020)
 For alternative betydninger, se Hamilton. (Se også artikler, som begynder med Hamilton)
Hamilton er en historisk fiktion filmmusical bestående af live sceneoptagelser fra broadway-musicalen af samme navn fra 2015, der er inspireret af biografien Alexander Hamilton af Ron Chernow fra 2004. Filmen blev instrueret og produceret af Thomas Kail og produceret, skrevet og komponeret af Lin-Manuel Miranda.
Miranda spiller også hovedrollen som finansminister og founding father Alexander Hamilton, sammen med musicalens originale broadwaycast.
Daveed Diggs blev nomineret til en Screen Actors Guild Award for Outstanding Performance by a Male Actor in a Miniseries or Television Movie i 2021.
Filmen skulle oprindeligt have været udgivet i biograferne den 15. oktober 2021, men i stedet blev den udgivet digitalt på Disney+ den 3. juli 2020.
Det blev anerkendt af kritikere for sin grafik, skuespilspræstationer og instruktion, og blev en af de mest streamede film i 2020
Filmen blev udnævnt til en af de bedste film i 2020 af American Film Institute og blev nomineret til en Bedste film - musical eller komedie og en Bedste skuespiller - musical eller komedie (til Miranda) ved Golden Globe Awards 2020-21.

## Produktion
Filmen er klikppet sammen af tre opførsler af Hamilton på Richard Rodgers Theatre i Midtown, Manhattan i juni 2016, med det originale hovedrolleindehavere på Broadway, inden
Miranda, Leslie Odom Jr., Phillipa Soo og Ariana DeBose forlod produktionen, kombineret med nogle få opsatte scener optaget uden publikum. Disse optagelser omfattede numre, der blev fanget med brug af en Steadicam, kran og dolly.
Optagelserne, der er optaget af RadicalMedia, blev oprindeligt filmet for at blive splejset i dokumentaren Hamilton's America fra 2016.
Filmen indeholder et minuts pause.
Hamilton indeholder størstedelen af det oprindelige broadwaycast uden medlemmerne Betsy Struxness og Emmy Raver-Lampman som forlod ensemblet i henholdsvis marts og april 2016. Deres roller spilles af Hope Easterbrook og Elizabeth Judd. Jonathan Groff, der forlod rollen som kong Georg 3. af Storbritannien i april og blev erstattet af Rory O'Malley, vendte tilbage til produktionen for at genindtage sin rolle i filmen. Han lægger også stemme til pre-show-annoncøren i begyndelsen af filmen der byder publikum velkommen til showet.
Den 3. februar 2020 blev det meddelt, at Walt Disney Studios havde erhvervet de verdensomspændende distributionsrettigheder til filmen for 75 millioner dollars.
Disney overbød med succes flere konkurrenter, herunder Warner Bros., 20th Century Fox (senere opkøbt af Disney og omdøbt til 20th Century Studios) og Netflix, som alle havde udtrykt interesse for filmrettighederne.

Handlen, angiveligt en af de dyreste erhvervelser af filmrettigheder,
blev forhandlet af Walt Disney Pictures' direktør Sean Bailey og sat i bevægelse, efter at Disney CEO Bob Iger henvendte sig til producenterne med personlig interesse i at erhverve filmrettighederne.
Filmen er produceret af Miranda, Jeffrey Seller og Kail.